# Вокуль-Дабелов
Вокуль-Дабелов (нім. Wokuhl-Dabelow) — громада в Німеччині, розташована в землі Мекленбург-Передня Померанія. Входить до складу району Мекленбургіше-Зенплатте. Складова частина об'єднання громад Нойштреліц-Ланд.
Площа — 46,15 км2. Населення становить 590 ос. (станом на 31 грудня 2020).

## Галерея

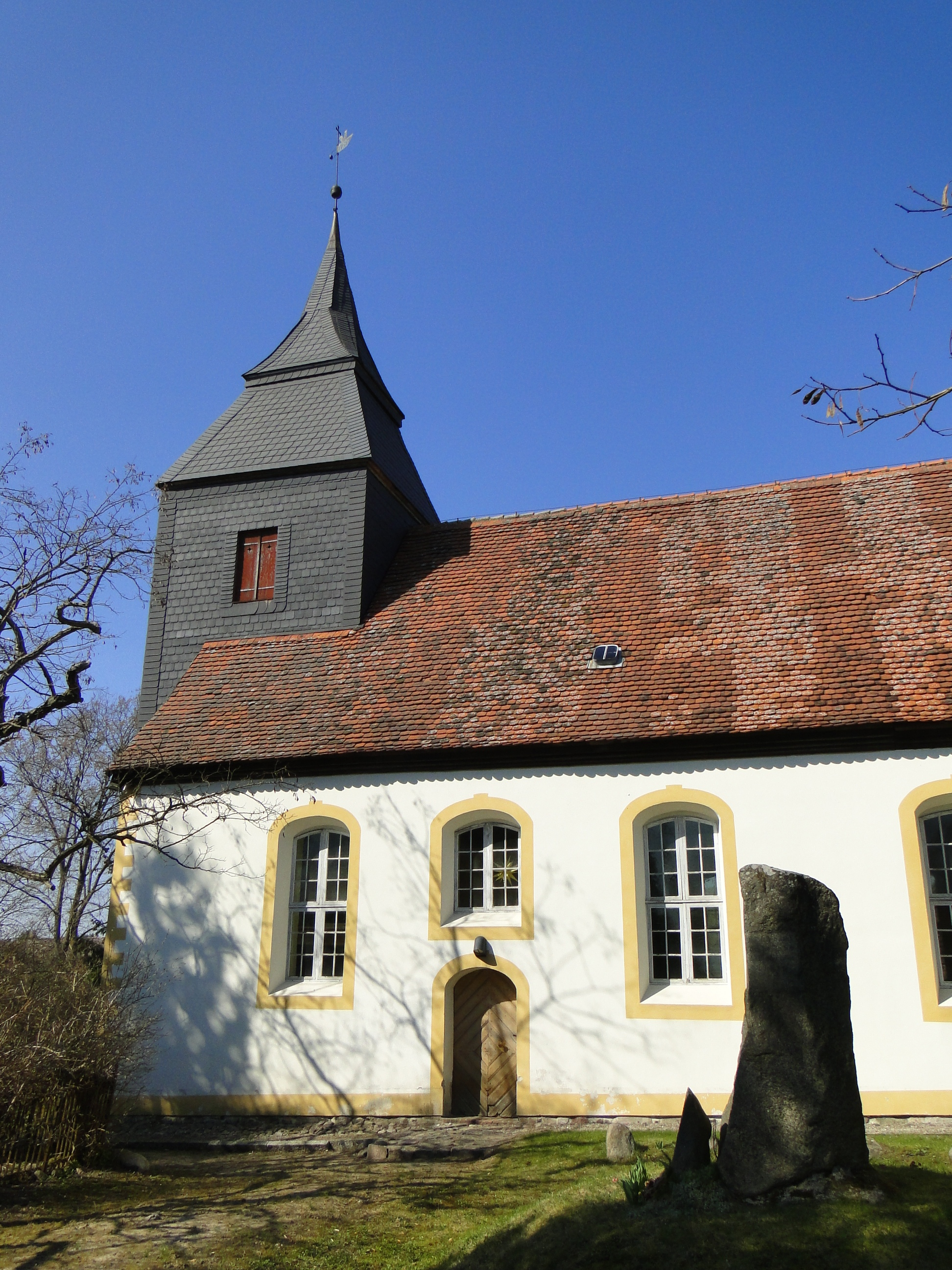
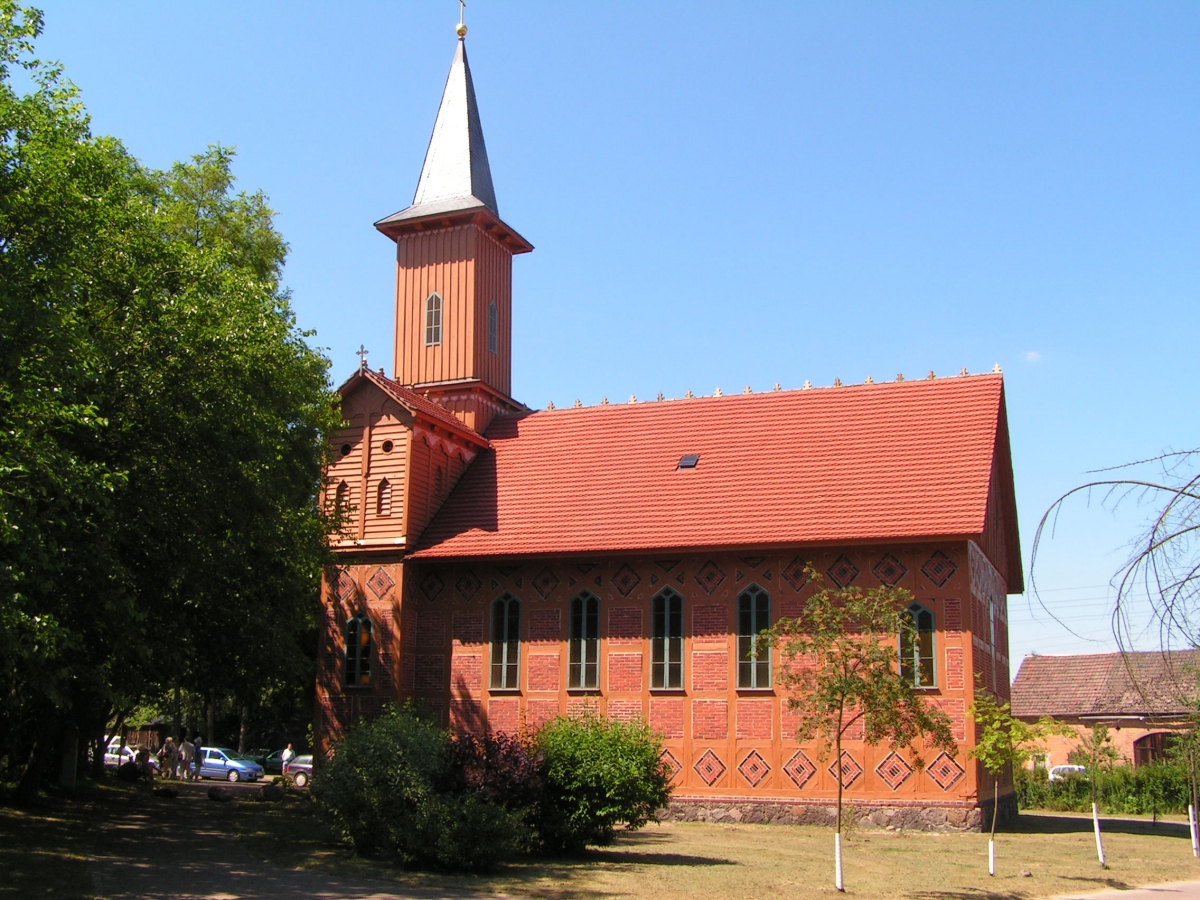